# Palazzo di Ludovico di Bux
Il palazzo di Ludovico di Bux è un palazzo monumentale di Napoli, ubicato al numero civico 22 di via Nilo, nel quartiere San Giuseppe.

## Storia
L'edificio, realizzato nel Quattrocento, era accostato alla cappella trecentesca di San Galione che prospettava su via Nilo. L'altro ingresso, quello quattrocentesco, affacciava lungo vico Fico Purgatorio ad Arco.
Qui ci sono delle testimonianze dell’architettura che rimandano a Castel Nuovo e al palazzo di Diomede Carafa; vi sono semicolonne a pianta quadrilobata, sulle quali sono impostate due volte a costoloni di tufo e piperno con all’apice uno stemma a medaglia con le armi della Casa de Bux, un’antica famiglia originaria della Catalogna, venuta a Napoli al seguito dei re aragonesi.
L'immobile, divenuto di proprietà di Giulio Mastrilli, fu oggetto nel tempo di rilevanti modifiche.
Tra queste, nel 1639 si registra l'apertura dell'ingresso lungo via Nilo, con la conseguente profanazione della cappella di San Galione, che fu trasformata nell'atrio del palazzo. Altri interventi vennero eseguiti nel corso del Settecento, con la sostituzione di solai e con l'aggiunta di altri piani compreso il belvedere, e nel XX secolo con la chiusura dell'atrio di vico Fico e la sua trasformazione in abitazione.

## Descrizione
L'atrio di Via Nilo è la parte più rilevante del fabbricato: è costituito da una doppia volta a crociera ad archi ogivali costolonati poggianti su sei capitelli pensili; Roberto Pane nel 1967 aveva già notato come il portale sia la riduzione di uno più alto che includeva una finestrella trecentesca, di cui ora si osserva solo l'imbotte. Altre rilevanze sono il portale murato in vico Fico del primo Quattrocento, l'arcata di gusto catalano nel cortile e la scala secentesca voluta dal Mastrilli.

## Galleria d'immagini

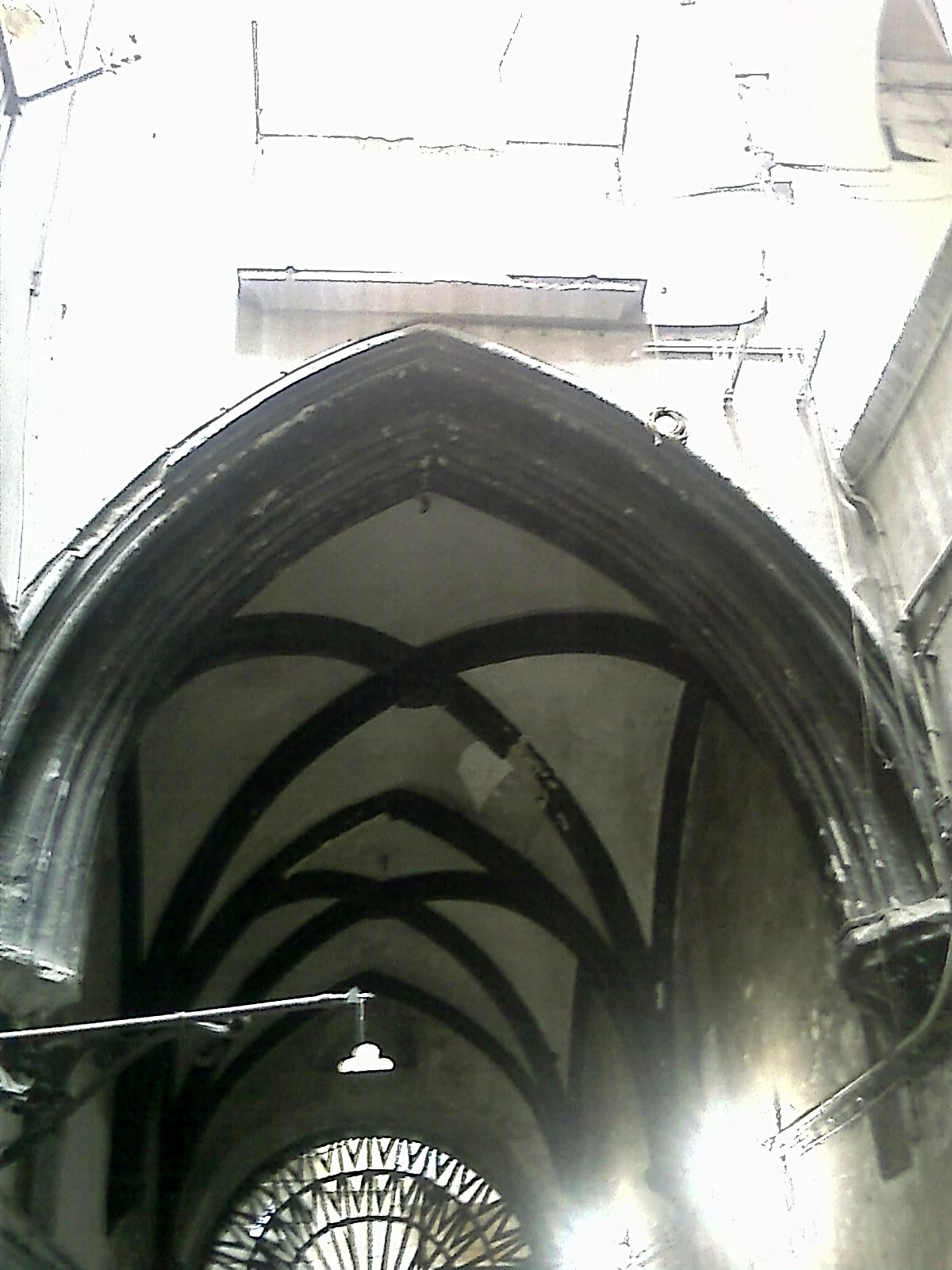
Volta ogivale
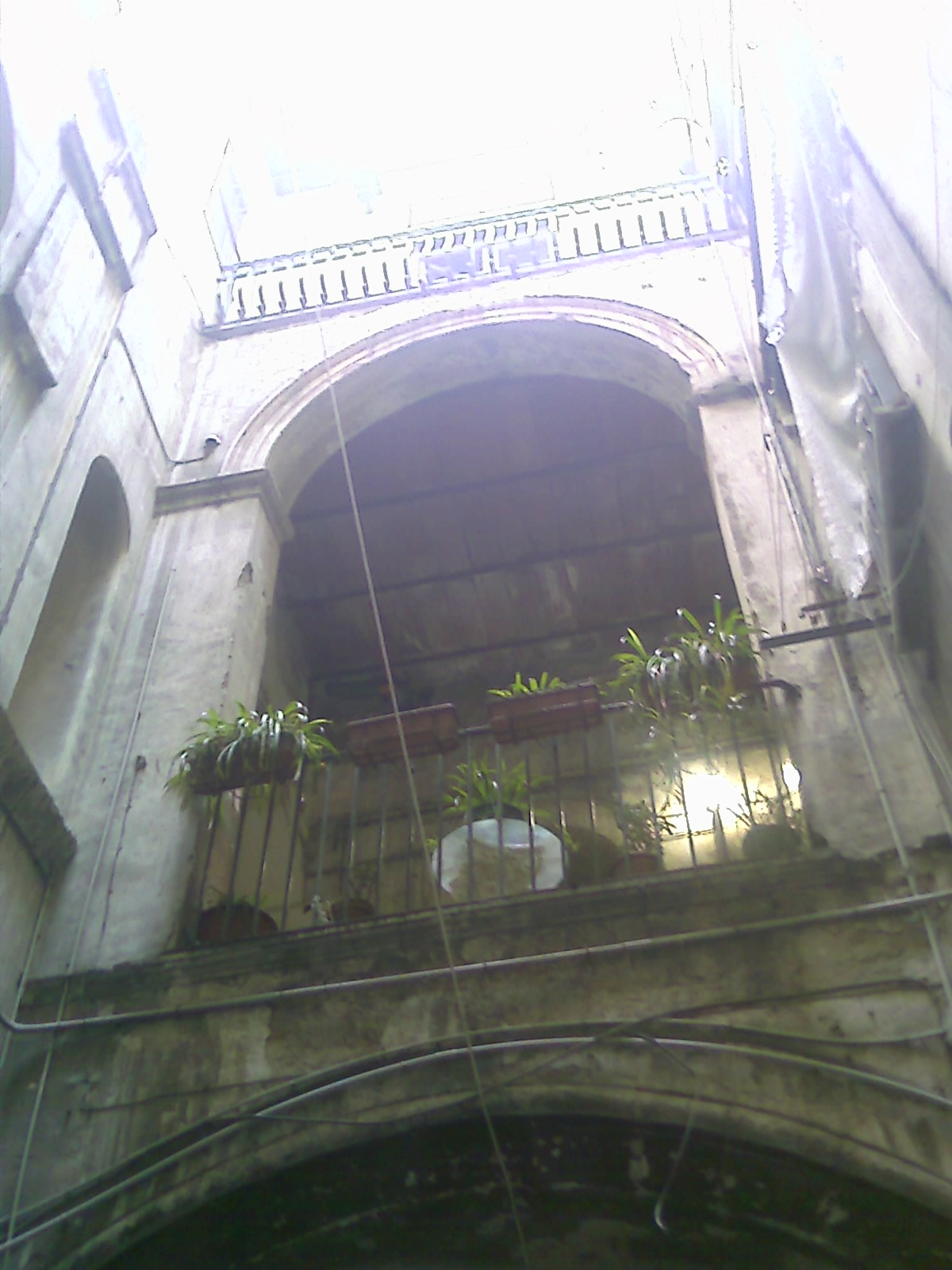
Altra foto